# Azelota parvula
Azelota parvula är en insektsart som beskrevs av Sjöstedt 1920. Azelota parvula ingår i släktet Azelota och familjen gräshoppor. Inga underarter finns listade i Catalogue of Life.